# Route nationale 77bis
La route nationale 77bis (RN 77bis o N 77bis) è stata una strada nazionale che partiva da Prémery e terminava a Sombernon, attraversando il parco naturale regionale del Morvan. Creata nel 1837, oggi è totalmente declassata.

## Percorso
Si staccava in località Doudoye dalla N77 e si dirigeva ad est. Adesso ha il nome di D977bis. Passava per Corbigny e Saulieu, dove incrociava la N6, con la quale condivideva un breve tratto. Se ne staccava in comune di Thoisy-la-Berchère, da dove raggiungeva Pouilly-en-Auxois e si dirigeva a sud-est, poi a nord-est fino all'innesto sulla N5 a Sombernon.